# Гескульдур Ґуннлауґссон
Заголовок цієї статті — це ісландське ім'я, де Гескульдур — особове ім'я, а Ґуннлауґссон — ім'я по батькові. 
Гескульдур Ґуннлауґссон (ісл. Höskuldur Gunnlaugsson, нар. 26 вересня 1994, Рейк'явік) — ісландський футболіст, півзахисник клубу «Брейдаблік».
Виступав, зокрема, за клуби «Ауґнаблік», «Брейдаблік» та «Гальмстад», а також національну збірну Ісландії.
Володар Суперкубка Ісландії.

## Клубна кар'єра
Народився 26 вересня 1994 року в місті Рейк'явік.
У дорослому футболі дебютував 2011 року виступами за команду «Брейдаблік», у якій того року взяв участь у 2 матчах чемпіонату. 
Своєю грою за цю команду привернув увагу представників тренерського штабу клубу «Ауґнаблік», до складу якого приєднався 2012 року. У складі був одним з головних бомбардирів команди, маючи середню результативність на рівні 0,75 гола за гру першості.
У 2014 році повернувся до «Брейдабліка». Цього разу провів у складі його команди три сезони. Більшість часу, проведеного у складі «Брейдабліка», був основним гравцем команди.
З 2017 року один сезон захищав кольори клубу «Гальмстад». Граючи у складі «Гальмстада» також здебільшого виходив на поле в основному складі команди.
Протягом 2019 року знову захищав кольори клубу «Брейдаблік».
До складу клубу «Брейдаблік» приєднався 2020 року. Станом на 10 вересня 2023 року відіграв за команду з Коупавогюра 86 матчів в національному чемпіонаті.

## Виступи за збірні
Протягом 2015–2016 років залучався до складу молодіжної збірної Ісландії. На молодіжному рівні зіграв у 7 офіційних матчах, забив 2 голи.
У 2020 році дебютував в офіційних матчах у складі національної збірної Ісландії.

## Титули і досягнення
- Чемпіон Ісландії (2):

«Брєйдаблік»: 2022, 2024
- Володар Суперкубка Ісландії (2):

«Брєйдаблік»: 2023, 2025
- Володар Кубка ісландської ліги (2):

«Брєйдаблік»: 2015, 2024